# Карс, Уильям
Уильям Карс (англ. William Carse, 29 августа 1800, Эдинбург — 13 мая 1845, Эдинбург) — шотландский художник.

## Биография
Карс родился в Эдинбурге в 1800 году в семье (вероятно) художника Александра Карса и его жены. Считается, что его ранние картины выполнены в стиле Паулюса Поттера.

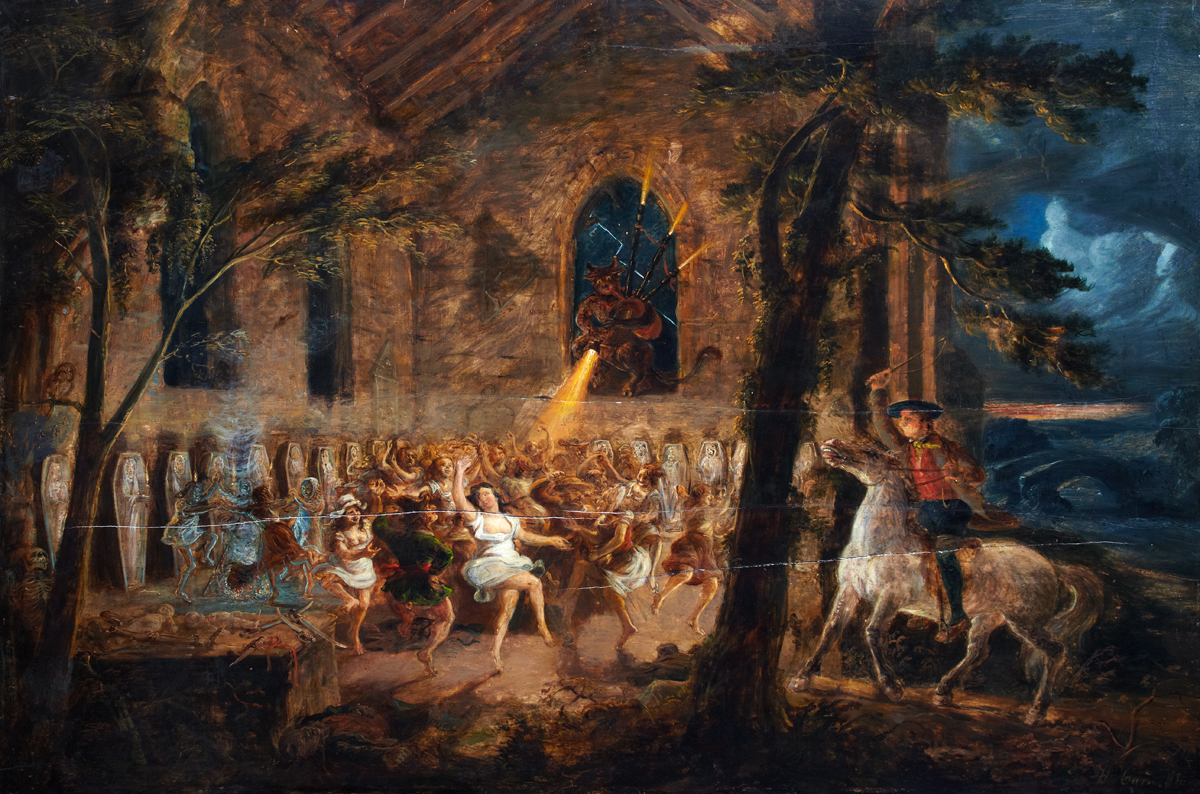
Тэм О Шантер Уильяма Карса

Карс умер в 1845 году в Эдинбурге от «воспаления». Один источник полагает, что австралийский художник Джеймс Хоу Карс, вероятно, является его сыном, но другой полагает, что они были братьями.

## Память
Ряд картин Карса находится в государственной собственности, в том числе в Лидсе.